# Gondomar (Spanyolország)
Gondomar egy község Spanyolországban, Pontevedra tartományban. Gondomar Nigrán, Baiona, Tomiño, Tui, O Porriño és Vigo községekkel határos. Lakosainak száma 15 103 fő (2024).

## Népesség
A település népessége az elmúlt években az alábbi módon változott:
| Lakosok száma | 11 631 | 12 121 | 13 371 | 13 841 | 13 954 | 14 051 | 14 233 | 14 286 | 14 970 | 15 103 |
|               | 2001   | 2004   | 2007   | 2009   | 2012   | 2014   | 2017   | 2019   | 2022   | 2024   |

## Híres személyek
- Itt született 1924-ben Hermidita (Manuel Hermida Losada) labdarúgó, a Celta Vigo gólkirálya